# カリスマ・綺麗
「カリスマ・綺麗」（カリスマ きれい）は当時ハロー!プロジェクトに属していたメロン記念日の17thシングル。

## 概要
ミニ・アルバム『メロンジュース』からシングルカット。メロン記念日名義・メジャーからの最後のシングル。

## 収録曲
作詞・作曲・編曲：コモリタミノル
1. カリスマ・綺麗
  - 「福岡オートサロン2008」CMソング
2. オンナザカリ
3. カリスマ・綺麗（Instrumental）